# T-Fest
T-Fest, pseudonimo di Kyrylo Ihorovyč Nezborec'kyj (in ucraino Кирило Ігорович Незборецький?; Černivci, 8 maggio 1997), è un rapper ucraino.

## Biografia
Nato a Černivci, ha intrapreso la carriera musicale nel 2017, dopo aver firmato un contratto discografico con la Gazgolder, etichetta del rapper Basta. È salito alla ribalta nello stesso anno grazie al singolo di debutto Lambada, realizzato con Skriptonit, che è risultato il 2º brano più riprodotto su VK Muzyka, la seconda principale piattaforma streaming russa, nel corso del 2017, dietro soltanto a Rozovoe vino di Ėldžej e Feduk.
Ha successivamente inciso Uleti, che è risultata une delle hit radiofoniche di maggior successo della Federazione Russa secondo la Tophit per due anni consecutivi, trascorrendo anche più di metà anno nella classifica dei singoli lettone redatta dalla Latvijas Izpildītāju un producentu apvienība. Uleti si è conteso il premio Viktorija alla hit dance dell'anno.
I dischi Inostranec (2018) e Cveti libo nogibni (2019) hanno fatto entrambi il proprio ingresso nella graduatoria degli album in Lettonia, rispettivamente al 36º e al 53º posto.
Nel luglio 2025 ha conseguito la sua prima entrata nella top ten della Top Internet Hits Russia Weekly Chart con Davaj skonnektimsja (2025). Il mese dopo è stato presentato il suo settimo album di inediti, dal titolo The Europe Tapes.

## Discografia

### Album in studio
- 2017 – 0372
- 2017 – Molodost' 97'
- 2018 – Inostranec
- 2019 – Cveti libo nogibni
- 2020 – Vyjdi i zajdi normal'no
- 2023 – Geek
- 2025 – The Europe Tapes

### EP
- 2025 – Madonnina

### Singoli
- 2017 – Lambada (con Skriptonit)
- 2017 – Priglašenie na Gazgolder Live (feat. Skriptonit)
- 2017 – Otrava (con Six-O e Truwer)
- 2017 – Uleti
- 2018 – Ulybnis' solncu
- 2018 – Na volnu (con Truwer)
- 2018 – Inostranec
- 2018 – Ne pomnju
- 2019 – Search Me Up (con Lil Toe)
- 2019 – Ljudi ljubjat durakov
- 2019 – Chitraja
- 2019 – Odnu dver' (con Skriptonit, PMB SpaceKid e Makrae)
- 2019 – Papi (feat. Mišel' Andrade)
- 2020 – Ljubov'/Grustno
- 2021 – Kak dela
- 2021 – Tišina Freestyle
- 2021 – Cayendo (feat. Dora)
- 2021 – Vremja dogonit nas
- 2021 – Ja tože
- 2021 – Ne beskonečno
- 2021 – Čisto dlja opyta
- 2021 – Izmenčivyj mir (feat. Feduk)
- 2021 – Dvojnoj so l'dom (con Ėrika Lundmoen)
- 2022 – Pomutnel alyj zakat
- 2022 – Skandal (feat. Basta)
- 2022 – Daj meni zvyknuty
- 2023 – Govori srazu (feat. Simptom)
- 2023 – Shooter
- 2023 – Ne jarko (con Makrae)
- 2023 – Pacany budut pachat'
- 2023 – Gde-to na lestničnoj kletke (feat. Nikow)
- 2023 – Večori (con Nikow)
- 2023 – Ne rodnja
- 2023 – Poka ne sjadet rupor
- 2024 – Heaven (con Kyol)
- 2024 – Obščaja zabota (feat. Simptom)
- 2024 – Lux (con Skriptonit)
- 2024 – Razbudi menja
- 2024 – Aga, nu (con Skriptonit)
- 2024 – Sovri mne
- 2024 – Time Away
- 2024 – 4 AM in London
- 2024 – Mne pora (con Entype)
- 2024 – Inogda
- 2025 – Look at Me (con M.C.A.)
- 2025 – Davaj skonnektimsja
- 2025 – Proniklas' mnoj (con Ivan Dorn e DJ Insama)